# Cerastium ponticum
Cerastium ponticum là loài thực vật có hoa thuộc họ Cẩm chướng. Loài này được Albov mô tả khoa học đầu tiên năm 1894.